# Браун, Джейлен
Джейлен Браун (англ. Jaylen Brown; род. 24 октября 1996 года в Мариетте, Джорджия) — американский профессиональный баскетболист, выступающий за команду Национальной баскетбольной ассоциации «Бостон Селтикс».
Браун — трехкратный участник матча всех звезд НБА и шесть раз выходил в финал Восточной конференции в составе «Бостона». Он помог «Селтикс» выйти в финал НБА в 2022 и 2024 годах, в последнем из них он стал чемпионом и MVP финала.

## Карьера в колледже
1 мая 2015 года Браун согласился играть за команду «Калифорния Голден Беарз» из университета Калифорнии под руководством Куонзо Мартина. Рекордом результативности для игрока является 27 очков, которые он набирал в матчах против «Ричмонд Спайдерс» и «Юты Ютес». В своём единственном сезоне за «Голден Беарз» Браун дошёл до финальных игр первого дивизиона NCAA, в котором его команда проиграла в первом раунде команде «Гавайи Рейнбоу Уорриорз».

## Профессиональная карьера
23 июня 2016 года Браун был выбран под 3-м номером клубом «Бостон Селтикс» на драфте НБА. 27 июля он подписал контракт новичка с клубом после 6 матчей в Летней лиге НБА, в которой он набирал в среднем по 16 очков, делал 6,2 подбора и 2,3 перехвата за игру. Браун дебютировал в официальных играх за «Бостон» 26 октября, в первом матче сезона 2015/2016, против «Бруклин Нетс», где он набрал 9 очков за 19 минут игрового времени, реализовав с игры 3 из 4 попыток и помог своей команде выиграть 122-117. В своём первом матче в стартовой пятёрке он записал в свой актив 19 очков, 5 подборов, 2 результативные передачи, 3 перехвата и 1 блок-шот, однако это не помогло «Бостону» выиграть в матче против «Кливленд Кавальерс».
25 июля 2023 года Браун подписал пятилетний контракт с «Бостон Селтикс» на сумму 304 миллиона долларов. Это самый крупный контракт в истории НБА. Браун получил право на пятилетнее продление в формате «супермакса» после того, как вошел во вторую сборную всех звезд НБА в сезоне 2022/23.
22 января 2024 года Браун оформил свой третий в карьере трипл-дабл, набрав 13 очков, сделав 11 подборов, 10 передач и три перехвата в победе над «Хьюстон Рокетс» со счетом 116-107. 1 февраля Браун был включен в свой третий Матч всех звезд в качестве запасного в Восточной конференции. 7 марта Браун набрал 41 очко и сделал 14 подборов в проигрыше «Денвер Наггетс». Позже в том же месяце он заявил, что сезон 2023/24 стал лучшим в его карьере. 7 апреля Браун набрал 26 очков, набрав 10 000 очков в карьере в победе «Портленд Трэйл Блэйзерс».
21 мая в первой игре финала Восточной конференции против «Индианы Пэйсерс» Браун набрал 26 очков, сделал семь подборов и пять передач, а также забросил трехочковый, переведя игру в овертайм, в котором «Бостон» победил со счетом 133-128. Два дня спустя во второй игре Браун повторил рекорд карьеры в плей-офф, набрав 40 очков в победе со счетом 126-110. «Селтикс» прошли «Пэйсерс» в четырех матчах, а Браун был признан MVP финала Восточной конференции, набирая в среднем 29,8 очка, 5,0 подбора, 3,0 передачи и 2,0 перехвата за игру и попадая 51,7 процента бросков с игры и 37,0 процента - с трехочковой дистанции.
В первой игре Финала НБА 2024 года 6 июня Браун набрал 22 очка, шесть подборов, три блока, три перехвата и две передачи в победе над «Даллас Маверикс» со счетом 107-89. Шесть дней спустя в третьей игре он набрал 30 очков, восемь подборов и восемь передач, что стало рекордом карьеры в плей-офф, в победе со счетом 106-99. Браун стал вторым игроком «Кельтов», набравшим 30+ очков, 8+ подборов и 8+ передач в финальной игре НБА, после Джона Хавличека (1968). Браун и Джейсон Тейтум стали первым дуэтом «Селтикс», набиравшим не менее 30+ очков, 5+ подборов и 5+ передач в финальной серии. Они также установили рекорд по количеству игр с 25+ очками, набранных дуэтом «Селтикс» за всю историю плей-офф, обойдя Ларри Берда и Кевина Макхейла (17). «Селтикс» выиграли серию в пяти матчах, а Браун был назван MVP финала, набирая в среднем 20,8 очка, 5,4 подбора и 5,0 передачи за игру. Он также был основным защитником против Луки Дончича.

## Статистика

### Статистика в НБА
| Сезон                                                                                    | Команда | Регулярный сезон | Регулярный сезон | Регулярный сезон | Регулярный сезон | Регулярный сезон | Регулярный сезон | Регулярный сезон | Регулярный сезон | Регулярный сезон | Регулярный сезон | Регулярный сезон | Серия плей-офф | Серия плей-офф | Серия плей-офф | Серия плей-офф | Серия плей-офф | Серия плей-офф | Серия плей-офф | Серия плей-офф | Серия плей-офф | Серия плей-офф | Серия плей-офф |
| Сезон                                                                                    | Команда | GP               | GS               | MPG              | FG%              | 3P%              | FT%              | RPG              | APG              | SPG              | BPG              | PPG              | GP             | GS             | MPG            | FG%            | 3P%            | FT%            | RPG            | APG            | SPG            | BPG            | PPG            |
| ---------------------------------------------------------------------------------------- | ------- | ---------------- | ---------------- | ---------------- | ---------------- | ---------------- | ---------------- | ---------------- | ---------------- | ---------------- | ---------------- | ---------------- | -------------- | -------------- | -------------- | -------------- | -------------- | -------------- | -------------- | -------------- | -------------- | -------------- | -------------- |
| 2016/17                                                                                  | Бостон  | 78               | 20               | 17,2             | 45,4             | 34,1             | 68,5             | 2,8              | 0,8              | 0,4              | 0,2              | 6,6              | 17             | 0              | 12,6           | 47,9           | 21,7           | 66,7           | 2,1            | 0,8            | 0,4            | 0,1            | 5,0            |
| 2017/18                                                                                  | Бостон  | 70               | 70               | 30,7             | 46,5             | 39,5             | 64,4             | 4,9              | 1,6              | 1,0              | 0,4              | 14,5             | 18             | 15             | 32,4           | 46,6           | 39,3           | 64,0           | 4,8            | 1,4            | 0,8            | 0,6            | 18,0           |
| 2018/19                                                                                  | Бостон  | 74               | 25               | 25,9             | 46,5             | 34,4             | 65,8             | 4,2              | 1,4              | 0,9              | 0,4              | 13,0             | 9              | 9              | 30,4           | 50,6           | 35,0           | 76,7           | 5,8            | 1,1            | 0,7            | 0,2            | 13,9           |
| 2019/20                                                                                  | Бостон  | 57               | 57               | 33,9             | 48,1             | 38,2             | 72,4             | 6,4              | 2,1              | 1,1              | 0,4              | 20,3             | 17             | 17             | 39,5           | 47,6           | 35,8           | 84,1           | 7,5            | 2,3            | 1,5            | 0,5            | 21,8           |
| 2020/21                                                                                  | Бостон  | 58               | 58               | 34,5             | 48,4             | 39,7             | 76,4             | 6,0              | 3,4              | 1,2              | 0,6              | 24,7             | Не участвовал  | Не участвовал  | Не участвовал  | Не участвовал  | Не участвовал  | Не участвовал  | Не участвовал  | Не участвовал  | Не участвовал  | Не участвовал  | Не участвовал  |
| 2021/22                                                                                  | Бостон  | 66               | 66               | 33,6             | 47,3             | 35,8             | 75,8             | 6,1              | 3,5              | 1,1              | 0,3              | 23,6             | 24             | 24             | 38,3           | 47,0           | 37,3           | 76,3           | 6,9            | 3,5            | 1,1            | 0,4            | 23,1           |
| 2022/23                                                                                  | Бостон  | 67               | 67               | 35,9             | 49,1             | 33,5             | 76,5             | 6,9              | 3,5              | 1,1              | 0,4              | 26,6             | 20             | 20             | 37,6           | 49,6           | 35,4           | 68,9           | 5,6            | 3,4            | 1,1            | 0,4            | 22,7           |
| 2023/24                                                                                  | Бостон  | 70               | 70               | 33,5             | 49,9             | 35,4             | 70,3             | 5,5              | 3,6              | 1,2              | 0,5              | 23,0             | 19             | 19             | 37,2           | 51,6           | 32,7           | 66,0           | 5,9            | 3,3            | 1,2            | 0,6            | 23,9           |
| 2024/25                                                                                  | Бостон  | 63               | 63               | 34,3             | 46,3             | 32,4             | 76,4             | 5,8              | 4,5              | 1,2              | 0,3              | 22,2             | 11             | 11             | 36,5           | 44,1           | 33,3           | 75,8           | 7,1            | 3,9            | 1,0            | 0,3            | 22,1           |
|                                                                                          | Всего   | 603              | 496              | 30,6             | 47,8             | 35,9             | 72,6             | 5,3              | 2,6              | 1,0              | 0,4              | 19,0             | 135            | 115            | 33,5           | 48,2           | 35,4           | 72,7           | 5,7            | 2,6            | 1,0            | 0,4            | 19,3           |
| Наведите курсор мыши на аббревиатуры в заголовке таблицы, чтобы прочесть их расшифровку. |         |                  |                  |                  |                  |                  |                  |                  |                  |                  |                  |                  |                |                |                |                |                |                |                |                |                |                |                |

### Статистика в NCAA
| Сезон | Команда    | Conf   | Class | GP | GS | MPG  | FG%  | 3P%  | FT%  | RPG | APG | SPG | BPG | PPG  |
| --- | ---------- | ------ | ----- | -- | -- | ---- | ---- | ---- | ---- | --- | --- | --- | --- | ---- |
| 2015/16 | Калифорния | Pac-12 | FR    | 34 | 34 | 27,6 | 43,1 | 29,4 | 65,4 | 5,4 | 2,0 | 0,8 | 0,6 | 14,6 |
| Всего | Всего      | Всего  | Всего | 34 | 34 | 27,6 | 43,1 | 29,4 | 65,4 | 5,4 | 2,0 | 0,8 | 0,6 | 14,6 |
| Наведите курсор мыши на аббревиатуры в заголовке таблицы, чтобы прочесть их расшифровку Статистика приведена с сайта sports-reference.com |            |        |       |    |    |      |      |      |      |     |     |     |     |      |

## Личная жизнь
Браун — вегетарианец, а его интересы включают испанский язык, историю, медитацию, философию, футбол и аниме. Многие описывают Брауна как необычного спортсмена, у которого много амбиций помимо баскетбола. Перед драфтом НБА Браун, который является афроамериканцем, собрал консультативную команду, состоящую преимущественно из афроамериканцев, но не нанял агента. Некоторые критиковали Брауна как «слишком умного» для игры в НБА, а некоторые скауты опасались, что он устанет играть в баскетбол и предпочтет другие карьерные пути.
В 22 года Браун стал самым молодым вице-президентом Национальной ассоциации игроков в баскетбол. В последние годы он выступал с докладами о важности образования и технологий в Гарвардском университете, Массачусетском технологическом институте и своей альма-матер, Беркли. В 2019 году Браун был назван стипендиатом MIT Media Lab и с тех пор сотрудничает с университетом в создании программы Bridge Program, которая наставляет молодежь Большого Бостона и старшеклассников, заинтересованных в карьере в STEM-программах. Благодаря своей работе в MIT и фонде 7uice Foundation Браун проявляет большой интерес к решению проблем образования и неравенства доходов, среди прочих социальных инициатив.
У Брауна есть канал на YouTube, где он разместил несколько документальных видео, рассказывающих о его жизни во время сезона и межсезонных тренировок. Первый эпизод, FCHWPO: Pawn to E4, был опубликован 31 января 2017 года. Название видео отсылает к любви Брауна к шахматам. FCHWPO, который также является его логином в Twitter и Instagram, означает «Faith, Consistency, Hard Work Pays Off» (Вера, постоянство и упорный труд приносят свои плоды).
Браун — мусульманин, принявший ислам в 2021 году.

### Семья
Отец Брауна, Марселес, — профессиональный боксер, чемпион мира WBU 2016 года, чемпион WBU в тяжелом весе 2015 года и член совета боксерской комиссии штата Гавайи. Его дед, Вилли Браун, также бывший боксер. Браун — двоюродный брат бывшего профессионального футбольного углового защитника Эй Джей Буйе.